# Ivan Strinić
Ivan Strinić (Split, 17 juli 1987) is een Kroatisch voetballer die doorgaans als linksback speelt. Hij werd in augustus 2019 transfervrij nadat AC Milan en hij in overleg zijn contract ontbonden. Strinić debuteerde in 2010 in het Kroatisch voetbalelftal.

## Clubcarrière
Strinić doorliep de jeugdopleiding van HNK Hajduk Split. In 2006 trok hij naar Le Mans B, waar hij in de amateurreeksen speelde. Eén jaar later keerde hij alweer terug naar Kroatië om bij NK Hrvatski Dragovoljac Zagreb te tekenen. Daar kwam hij gedurende het seizoen 2007/08 22 competitiewedstrijden in actie. Na één seizoen keerde hij terug bij Hajduk Split. Hij debuteerde voor Hajduk Split op de openingsspeeldag tegen NK Zadar. In zijn eerste seizoen speelde hij zeventien competitiewedstrijden. Het seizoen erna speelde hij zich in de basiself. Op 27 januari 2011 werd hij voor vier miljoen euro verkocht aan Dnipro Dnipropetrovsk. Eind 2014 vertrok de Kroaat voor 3,5 jaar naar SSC Napoli. Strinić gaf een assist in de 21e speelronde, tegen Chievo Verona. Na twee autogoals in de eerste helft, scoorde Manolo Gabbiadini na rust voor SSC Napoli op aangeven van Strinić.

## Clubstatistieken
| Seizoen | Club                  | Land              | Competitie   | Competitie | Competitie | Beker | Beker | Internationaal | Internationaal | Totaal | Totaal |
| Seizoen | Club                  | Land              | Competitie   | Wed.       | Dlp.       | Wed.  | Dlp.  | Wed.           | Dlp.           | Wed.   | Dlp.   |
| ------- | --------------------- | ----------------- | ------------ | ---------- | ---------- | ----- | ----- | -------------- | -------------- | ------ | ------ |
| 2008/09 | Hajduk Split          | Vlag van Kroatië  | 1. HNL       | 17         | 0          | 0     | 0     | 3              | 1              | 20     | 1      |
| 2009/10 | Hajduk Split          | Vlag van Kroatië  | 1. HNL       | 22         | 4          | 0     | 0     | 1              | 0              | 23     | 4      |
| 2010/11 | Hajduk Split          | Vlag van Kroatië  | 1. HNL       | 12         | 0          | 0     | 0     | 9              | 0              | 21     | 0      |
| 2010/11 | Dnipro Dnipropetrovsk | Vlag van Oekraïne | Premjer Liha | 6          | 2          | 0     | 0     | 0              | 0              | 6      | 2      |
| 2011/12 | Dnipro Dnipropetrovsk | Vlag van Oekraïne | Premjer Liha | 24         | 2          | 2     | 0     | 1              | 0              | 27     | 2      |
| 2012/13 | Dnipro Dnipropetrovsk | Vlag van Oekraïne | Premjer Liha | 23         | 0          | 3     | 0     | 9              | 0              | 35     | 0      |
| 2013/14 | Dnipro Dnipropetrovsk | Vlag van Oekraïne | Premjer Liha | 24         | 0          | 0     | 0     | 4              | 0              | 28     | 0      |
| 2014/15 | Dnipro Dnipropetrovsk | Vlag van Oekraïne | Premjer Liha | 8          | 0          | 2     | 0     | 6              | 0              | 16     | 0      |
| 2014/15 | SSC Napoli            | Vlag van Italië   | Serie A      | 9          | 0          | 2     | 0     | 0              | 0              | 11     | 0      |
| 2015/16 | SSC Napoli            | Vlag van Italië   | Serie A      | 5          | 0          | 2     | 0     | 6              | 1              | 13     | 0      |
| 2016/17 | SSC Napoli            | Vlag van Italië   | Serie A      | 12         | 0          | 3     | 0     | 0              | 0              | 15     | 0      |
| 2017/18 | UC Sampdoria          | Vlag van Italië   | Serie A      | 17         | 0          | 1     | 0     | —              | —              | 18     | 0      |
| 2018/19 | AC Milan              | Vlag van Italië   | Serie A      | 0          | 0          | 0     | 0     | 0              | 0              | 0      | 0      |
| Totaal  | Totaal                | Totaal            | Totaal       | 179        | 8          | 15    | 0     | 39             | 2              | 233    | 10     |

## Interlandcarrière
Strinić werd voor het eerst opgeroepen voor het Kroatisch voetbalelftal voor een oefeninterland tegen Oostenrijk op 19 mei 2010, en speelde dat duel in de basis onder leiding van bondscoach Slaven Bilić. Sindsdien mag hij regelmatig in de basiself starten en wierp hij zich op tot vaste linksachter van het nationaal elftal. Hij nam met Kroatië deel aan het EK 2012 in Polen en Oekraïne. In de groepsfase was hij belangrijk met een assist op Mario Mandžukić tegen Italië (1–1). Strinić ging niet mee met Kroatië naar het wereldkampioenschap in Brazilië, vanwege een blessure.
Strinić werd door Kovač opgeroepen voor de vriendschappelijk wedstrijd tegen Cyprus en de eerste EK-kwalificatie tegen Malta op respectievelijk 4 september 2014 en 9 september 2014. Tegen Cyprus speelde Strinić voor het eerst weer in bijna een jaar een wedstrijd voor de nationale ploeg. Voor de EK-kwalificatiewedstrijden in oktober 2014 kreeg Strinić nogmaals een oproep. Voor de vriendschappelijk wedstrijd tegen Argentinië op 12 november 2014 behoorde Strinić tot de selectie, maar zat gedurende de wedstrijd op de bank. Samen met andere zeven spelers viel Strinić (mede door een blessure) af voor het EK-kwalificatieduel tegen Italië vier dagen later.
Strinić maakte deel uit van de definitieve selectie van Kroatië voor het Europees kampioenschap in Frankrijk. Kroatië werd op 26 juni in de achtste finale tegen Portugal uitgeschakeld na een doelpunt van Ricardo Quaresma in de verlenging.

## Erelijst
| Beker van Kroatië | 1x | 2009/10 |

| Competitie                  | Winnaar | Winnaar | Runner-up | Runner-up | Derde   | Derde   |
| Competitie                  | Aantal  | Jaren   | Aantal    | Jaren     | Aantal  | Jaren   |
| Kroatië                     | Kroatië | Kroatië | Kroatië   | Kroatië   | Kroatië | Kroatië |
| --------------------------- | ------- | ------- | --------- | --------- | ------- | ------- |
| Wereldkampioenschap voetbal |         |         | 1x        | 2018      |         |         |